# Thomas Salamon
Thomas Salamon (ur. 18 stycznia 1989 w Oberpullendorf) – austriacki piłkarz występujący na pozycji pomocnika. Wychowanek SV Edelpute, obecnie jest zawodnikiem litewskiego klubu Sūduva Mariampol. 

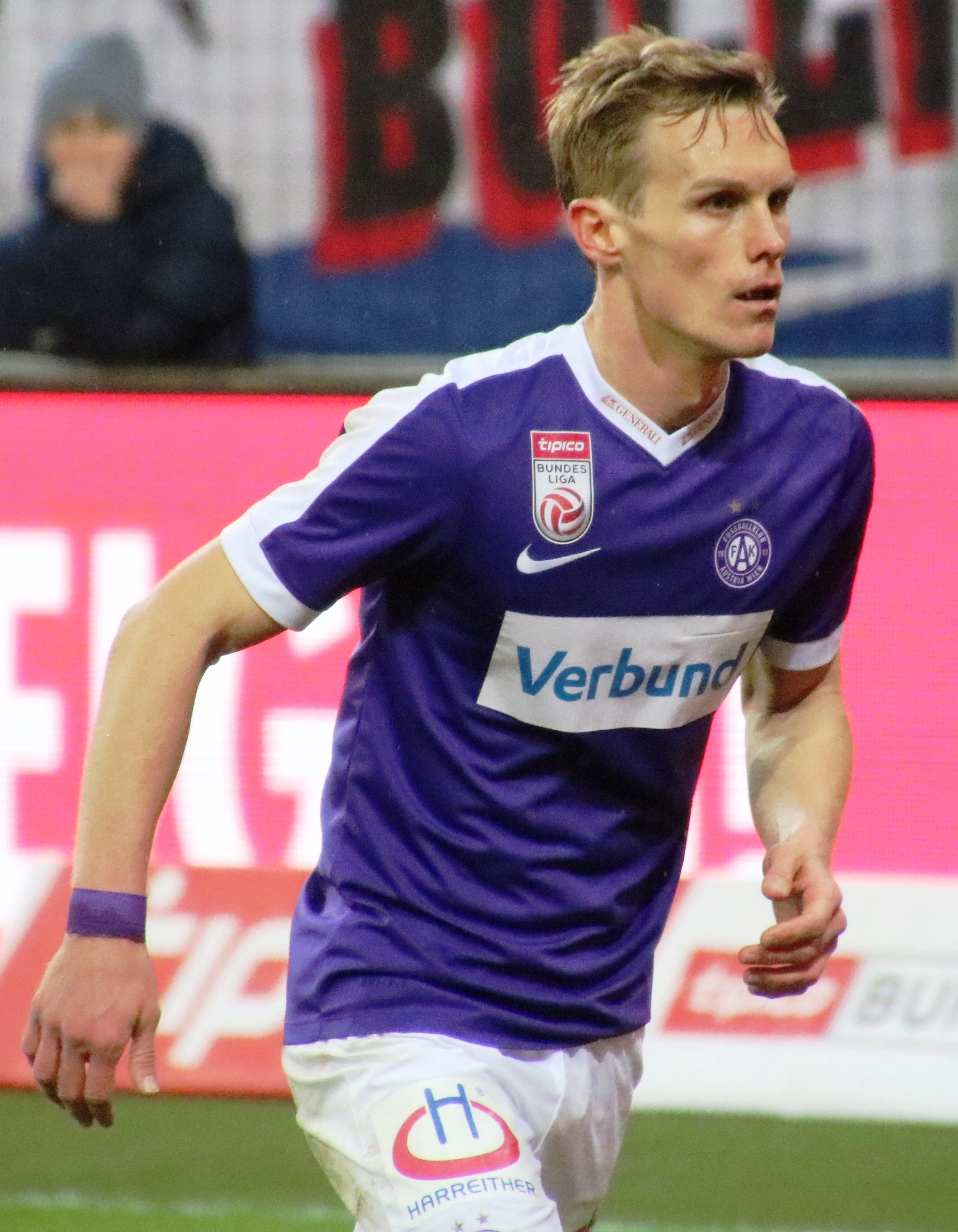
Thomas Salamon (2017)